# Torneo de Montpellier 2025
El Open Occitanie 2025 fue un evento de tenis profesional de la categoría ATP 250 que se jugó en pistas duras. Se trató de la 38.a edición del torneo que formó parte del ATP Tour 2025. Se disputó en Montpellier, Francia del 27 de enero al 2 de febrero de 2025 en el Sud de France Arena.

## Distribución de puntos
| Modalidad            | Campeón | Finalista | Semifinales | Cuartos de final | 2ª ronda | 1ª ronda | Clasificados | 2ª ronda de clasificación | 1ª ronda de clasificación |
| Individual masculino | 250     | 165       | 100         | 50               | 25       | 0        | 13           | 7                         | 0                         |
| Dobles masculino     | 250     | 150       | 90          | 45               | 20       | 0        | -            | -                         | -                         |

## Cabezas de serie

### Individuales masculino
| Tenista               | Ranking | Preclasificado |
| Andrey Rublev         | 9       | 1              |
| Félix Auger-Aliassime | 23      | 2              |
| Flavio Cobolli        | 32      | 3              |
| Aleksandr Búblik      | 37      | 4              |
| Tallon Griekspoor     | 40      | 5              |
| David Goffin          | 54      | 6              |
| Arthur Rinderknech    | 61      | 7              |
| Yunchaokete Bu        | 67      | 8              |

- Ranking del 13 de enero de 2025.[2]

### Dobles masculino
| Tenistas                            | Ranking | Preclasificado |
| Sadio Doumbia Fabien Reboul         | 64      | 1              |
| Jamie Murray Édouard Roger-Vasselin | 66      | 2              |
| Yuki Bhambri Ivan Dodig             | 73      | 3              |
| Sander Arends Luke Johnson          | 105     | 4              |

## Campeones

### Individual masculino
Félix Auger-Aliassime venció a  Aleksandar Kovacevic por 6-2, 6-7(7-9), 7-6(7-2)

### Dobles masculino
Robin Haase /  Botic van de Zandschulp vencieron a  Tallon Griekspoor /  Bart Stevens por 6-7(7-9), 6-3, [10-5]